# 1st FAI Women’s European Hot Air Balloon Championship

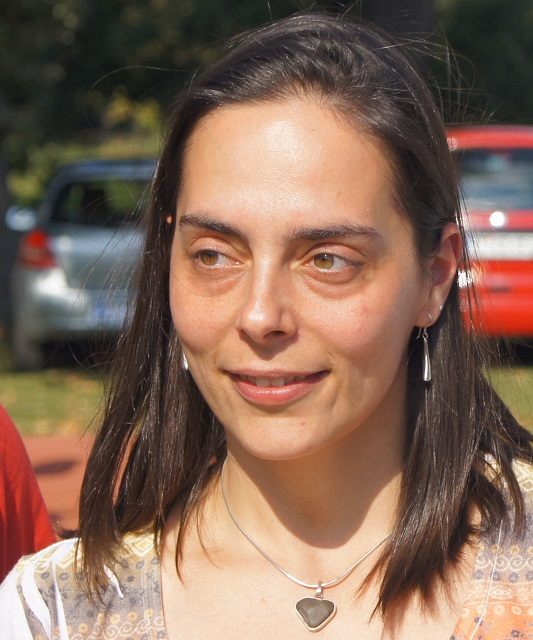
Europameisterin Gabriela Slavec

Die 1st FAI Women’s European Hot Air Balloon Championship (deutsch Erste FAI Heißluftballon-Europameisterschaft der Frauen) fand 2010 im litauischen Alytus statt.
Europameisterin wurde Gabriela Slavec aus Slowenien. Die Silber- und die Bronzemedaillen errangen Lindsay Muir aus Wales im Vereinigten Königreich und Jolanta Matejczuk aus Polen.

## Verlauf

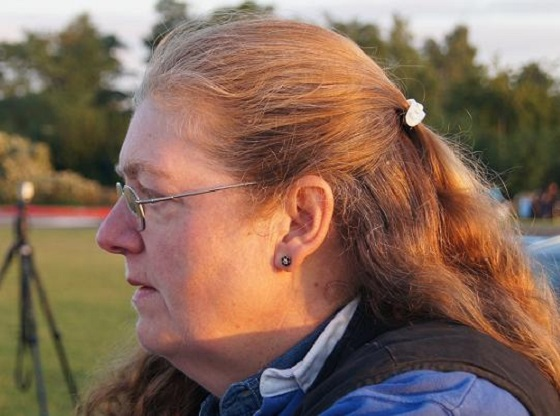
Vizeeuropameisterin Lindsay Muir (2012)

Der Wettbewerb in Alytus war die erste Ballonsportveranstaltung der höchsten Kategorie bei der Frauen um den Titel der besten Heißluftballonpilotin Europas kämpften. Er wurde nach Richtlinien der FAI vom 15. bis 20. Juni 2010 ausgetragen. Es nahmen 27 Ballonfahrerinnen aus 12 Ländern Europas teil. Die stärkste Mannschaft stellten die Gastgeberinnen mit acht Pilotinnen, vor vier Polinnen und drei Russinnen. Deutschland, Lettland und das Vereinigte Königreich waren mit je zwei Ballonfahrerinnen vertreten. Jeweils eine Teilnehmerin stellten Belgien, Österreich, Portugal, Slowenien, Tschechien und die Ukraine. Mit den Startnummern „1“ und „2“ gingen Kristina Sunaitiene und Giedre Luksaite aus Litauen vor der Juniorin Elisabeth Kindermann aus Graz ins Rennen. Die Wettbewerbsleitung lag bei dem Niederländer Mathijs De Bruijn.
Aus Witterungsgründen konnten an drei Tagen fünf Fahrten mit 15 Aufgaben durchgeführt werden. Da sich die Windrichtung änderte, wurden bei der Fahrt am frühen Morgen des 18. Juni zwei Aufgaben gestrichen und die Ziele geändert. Aus demselben Grund wurden abends drei Aufgaben durch zwei Prüfungen mit anderen Zielen ersetzt. Die Fahrt am Morgen des 19. Juni musste abgesagt werden.
Nach der fünften und letzten Fahrt lag Slavec vor Muir und Matejczuk. Beste Litauerin wurde Kristina Sunaitiene auf dem vierten Platz vor Kristine Vevere aus Lettland. Elisabeth Kindermann aus Österreich kam auf den siebten Platz, die deutschen Pilotinnen „Dolly“ Deimling und Astrid Carl auf die Plätze 12 und 19. Die Schweiz hatte keine Pilotin gemeldet.
In der Bewertung äußerten sich die Teilnehmer und der Wettbewerbsleiter positiv über die Veranstaltung. Das litauische Organisationsteam hatte gute Arbeit geleistet und einen geeigneten Veranstaltungsort gewählt. Dank guter Wetterbedingungen sei es möglich gewesen, attraktive und anspruchsvolle Aufgaben auszuschreiben. Darunter waren zwei reine Logger-Aufgaben (die Fahrt eines Winkels (elbow) und eines Dreiecks). Die anderen Aufgaben waren hauptsächlich Marker-Abwürfe über Zielkreuzen, wobei die Hälfte der Wettbewerbs-Teilnehmerinnen innerhalb des Wertungsbereiches lagen. Es sei allerdings ungewöhnlich gewesen, dass eine Pilotin beim Treffer mitten ins Ziel ein Tänzchen im Korb aufführte. – Die erste Aufgabe der ersten Fahrt hatten Dolly Deimling und Julija Romanovskaja aus Litauen mit jeweils 1000 Punkten gewonnen, da ihre Marker beide 32 Zentimeter vom Mittelpunkt des Zielkreuzes trafen.
Es wurde vereinbart, dass die erste FAI-Weltmeisterschaft 2011 in Lettland veranstaltet werden sollte. – Dieser Plan konnte nicht realisiert werden. Die erste Heißluftballon-Weltmeisterschaft der Frauen fand 2014 im polnischen Leszno statt.
| Tag      | Fahrt       | Aufgaben  | Bemerkungen       |
| -------- | ----------- | --------- | ----------------- |
| 16. Juni | 0           |           |                   |
| 17. Juni | 1 – morgens | 5         |                   |
| 17. Juni | 2 – abends  | 2         |                   |
| 18. Juni | 3 – morgens | 3 (von 5) | Fahrt verkürzt    |
| 18. Juni | 4 – abends  | 2 (von 3) | Aufgaben geändert |
| 19. Juni | 0 – morgens |           | Fahrt abgesagt    |
| 19. Juni | 5 – abends  | 3         |                   |
| 20. Juni | 0 – morgens |           | Reservetag        |

## Resultate
| Rang | Pilotin              | Nation                 | Punkte | Aufgabensiege |
| ---- | -------------------- | ---------------------- | ------ | ------------- |
| 1    | Gabriela Slavec      | Slowenien              | 11.488 | 1             |
| 2    | Lindsay Muir         | Vereinigtes Königreich | 10.778 | 3             |
| 3    | Jolanta Matejczuk    | Polen                  | 10.701 | 2             |
| 4    | Kristina Sunaitiene  | Litauen                | 10.671 |               |
| 5    | Kristine Vevere      | Lettland               | 10.404 | 1             |
| 6    | Ewa Prawicka         | Polen                  | 9999   | 2             |
| 7    | Elisabeth Kindermann | Österreich             | 9781   | 2             |
| 8    | Giedre Luksaite      | Litauen                | 9514   |               |
| 9    | Ann Herdewyn         | Belgien                | 9339   |               |
| 10   | Beata Choma          | Polen                  | 9291   | 1             |
| 11   | Rita Naujaliene      | Litauen                | 8981   |               |
| 12   | Dolores Deimling     | Deutschland            | 8965   | 1             |
| 13   | Daiva Rakauskaitė    | Litauen                | 8685   |               |
| 14   | Ekaterina Larikova   | Russland               | 8259   | 2             |
| 15   | Inga Igaune          | Lettland               | 7879   |               |
| 16   | Asta Kauspedaitė     | Litauen                | 7488   | 1             |
| 17   | Majka Zubrycka       | Polen                  | 7253   |               |
| 18   | Iryna Nikolaieva     | Ukraine                | 7197   |               |
| 19   | Astrid Carl          | Deutschland            | 7144   |               |
| 20   | Renata Narbutė       | Litauen                | 7099   |               |
| 21   | Galina Stegalina     | Russland               | 7080   |               |
| 22   | Almut Dunnington     | Vereinigtes Königreich | 6235   |               |
| 23   | Julija Romanovskaja  | Litauen                | 6145   | 1             |
| 24   | Jolanta Turaitė      | Litauen                | 5646   |               |
| 25   | Helena Sa            | Portugal               | 5538   |               |
| 26   | Marie Travnikova     | Tschechien             | 4668   | (1)           |
| 27   | Victoria Sletova     | Russland               | 4429   |               |